# 井伊直充
井伊 直充（いい なおあつ / なおみつ）は、越後与板藩の第9代藩主。直勝系井伊家13代。
天保9年（1838年）3月1日、8代藩主・井伊直経の長男として与板で生まれる。安政3年（1856年）、父の死去により家督を継ぎ、同年12月に叙任された。藩政では藩士子弟に学問を奨励し、学者を藩に招聘している。安政7年（1860年）に藩校・正徳館を開館した。同年3月3日の桜田門外の変で宗家の井伊直弼が暗殺されると、連座で処罰されている。文久2年（1862年）9月24日、江戸で死去した。享年25。跡を養嗣子で直弼の子の直安が継いだ。

## 系譜
父母
- 井伊直経（父）
- 村上氏 ー 側室（母）

養子
- 井伊直安 ー 井伊直弼の四男